# 馬乳

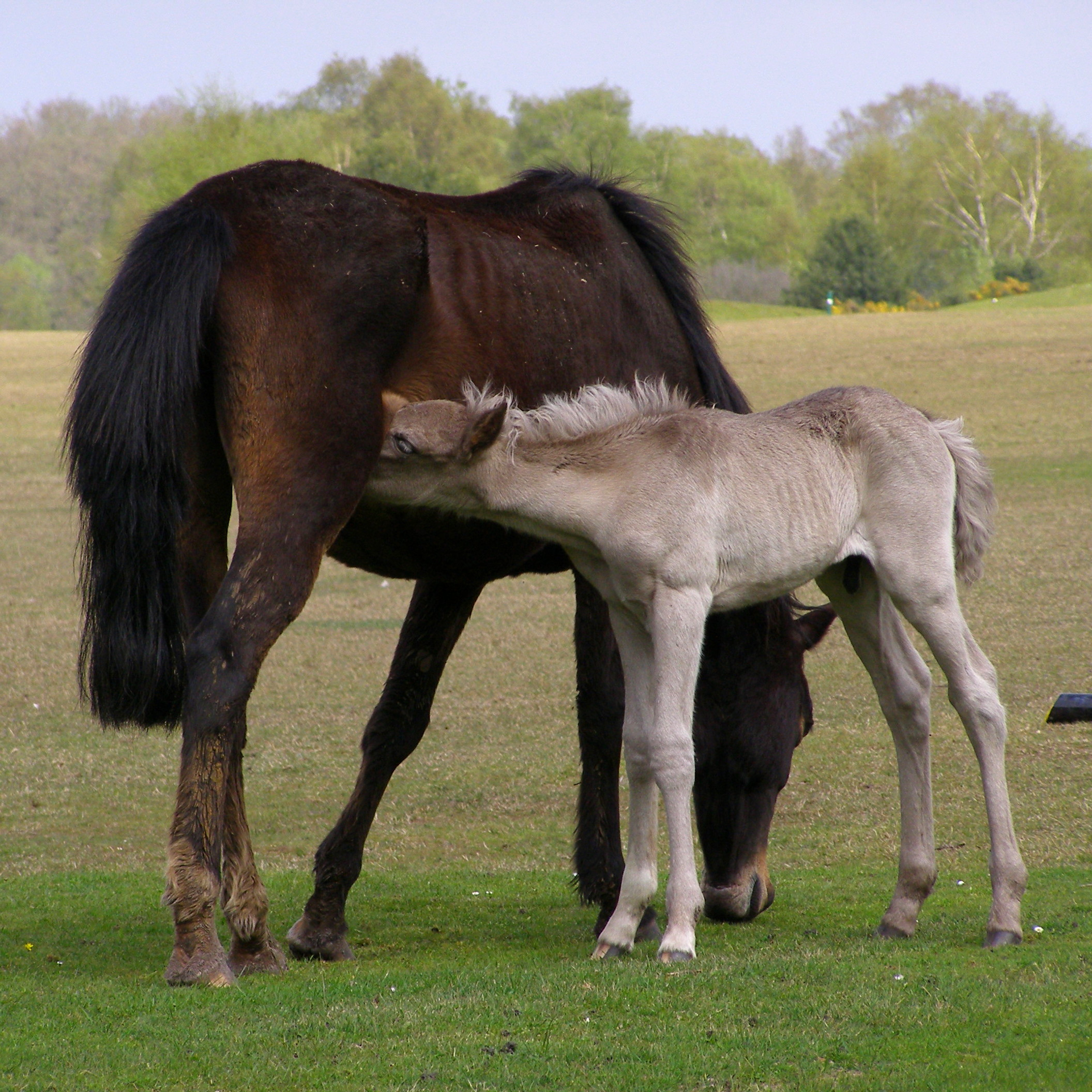
正在吸食馬乳的幼駒

馬乳（英语：Mare milk）俗稱馬奶，是由母馬所分泌的乳汁，母馬會在哺乳期間分泌馬乳供自己的小馬駒吸奶，母馬的乳汁特別富含許多乳清蛋白、维生素C與多元不飽和脂肪等營養成分。除此之外，馬乳也是遊牧民族間製作傳統飲料马奶酒的主要成分。
在部分欧洲國家，如德国、法国和意大利的一些超市內，可以購買到馬乳奶粉。